# Цеґельник
Цеґельник (пол. Cegielnik, нім. Ziegelwiese) — село в Польщі, у гміні Злавесь-Велика Торунського повіту Куявсько-Поморського воєводства.
Населення — 123 особи (2011).
У 1975-1998 роках село належало до Торунського воєводства.

## Демографія
Демографічна структура станом на 31 березня 2011 року:
|          | Загалом | Допрацездатний вік | Працездатний вік | Постпрацездатний вік |
| -------- | ------- | ------------------ | ---------------- | -------------------- |
| Чоловіки | 62      | 20                 | 37               | 5                    |
| Жінки    | 61      | 16                 | 37               | 8                    |
| Разом    | 123     | 36                 | 74               | 13                   |